# Nativitas (estación)
Nativitas es una de las estaciones que forman parte del Metro de la Ciudad de México, perteneciente a la Línea 2. Se ubica al sur de la Ciudad de México, en la alcaldía Benito Juárez.

## Información general
El isotipo de la estación es una trajinera. El nombre Nativitas hace referencia al lago que existió ahí en otro tiempo, cuando sus habitantes de origen prehispánico cosechaban en chinampas. Posteriormente el nombre se refería a una pequeña villa construida en la periferia de la Ciudad de México a mediados del siglo XX.
Aún es posible apreciar unas cuantas casas antiguas de finales del siglo XIX diseminadas entre edificios más modernos. También es de señalarse que el área que ocupa el Wal-Mart, es el terreno de lo que fue la Hacienda del Lago, una propiedad de finales del siglo XIX de una arquitectura de fusión inglesa y francesa, que se distinguía por estar rodeada de decenas de ahuehuetes y que fue demolida en la década de los años sesenta.
Entre las calles de eje central y Niños Héroes existe una iglesia colonial de tezontle y cantera que fue fundada por Hernán Cortés en el siglo XVI, de nombre “Iglesia de la Natividad de la Virgen María”, la cual en su tiempo fue el centro de un pequeño pueblo de casas de adobe

### Afluencia
En 2014 la estación presentó una afluencia promedio anual de 18 501 personas.
| Tipo de día   | Afluencia promedio |
| ------------- | ------------------ |
| Día laboral   | 20 674             |
| Fin de semana | 14 025             |
| Día festivo   | 9.409              |
| Total anual   | 18 501             |

La siguiente tabla muestra la afluencia de la estación en los últimos 10 años:
| Afluencia Anual de Pasajeros | Afluencia Anual de Pasajeros | Afluencia Anual de Pasajeros | Afluencia Anual de Pasajeros | Afluencia Anual de Pasajeros | Afluencia Anual de Pasajeros |
| ---------------------------- | ---------------------------- | ---------------------------- | ---------------------------- | ---------------------------- | ---------------------------- |
| Año                          | Afluencia                    | A Diario                     | Ranking                      | Incremento                   | Ref.                         |
| 2024                         | -                            | -                            | -                            | -                            |                              |
| 2023                         | 6,018,409                    | 16,488                       | 75°/187                      | +27.10%                      | [ 5 ]                        |
| 2022                         | 4,735,197                    | 12,973                       | 91°/175                      | +48.41%                      | [ 6 ]                        |
| 2021                         | 3,190,651                    | 8,741                        | 104°/195                     | -29.62%                      | [ 7 ]                        |
| 2020                         | 4,533,317                    | 12,386                       | 74°/195                      | -36.71%                      | [ 8 ]                        |
| 2019                         | 7,163,027                    | 19,624                       | 91°/195                      | -19.37%                      | [ 9 ]                        |
| 2018                         | 8,883,727                    | 24,338                       | 58°/195                      | +22.77%                      | [ 10 ]                       |
| 2017                         | 7,236,315                    | 19,825                       | 88°/195                      | -6.99%                       | [ 11 ]                       |
| 2016                         | 7,780,389                    | 21,257                       | 85°/195                      | +3.33%                       | [ 12 ]                       |
| 2015                         | 7,529,556                    | 20,572                       | 84°/195                      | -6.78%                       | [ 13 ]                       |

## Conectividad

### Salidas
- Calzada de Tlalpan entre Avenida Don Luis y calle Lago, Colonia Nativitas.
- Calzada de Tlalpan entre Calle Lago Poniente y Privada de Lago, Colonia Lago.